# عش الحب
عش الحب أو ذي لاڤ نيست (بالإنجليزية: The Love Nest) هو فيلم أمريكي كوميدي صامت قصير أُنتج في سنة 1923 من تأليف وإخراج وبطولة باستر كيتون، وهو آخر فيلم قصير صامت لكيتون.

## طاقم التمثيل
- باستر كيتون
- جو روبرتس
- فيرجينيا فوكس

## وصلات خارجية
- عش الحب على موقع IMDb (الإنجليزية)
- عش الحب على موقع أول موفي (الإنجليزية)
- عش الحب على موقع فيلمافينيتي (الإسبانية)
- عش الحب على موقع قاعدة بيانات الفيلم (الإنجليزية)
- عش الحب على موقع ليتربوكسد (الإنجليزية)
- عش الحب على موقع كينوبويسك (الروسية)
- عش الحب متوفر للتحميل المجاني على أرشيف الإنترنت